# Фернандес-Кавада, Рауль
Рау́ль Ферна́ндес-Кава́да Мате́ос (исп. Raúl Fernández-Cavada Mateos; 13 марта 1988, Бильбао) — испанский футболист, вратарь клуба «Гранада».

## Клубная карьера
Футбольная карьера Рауля началась с молодёжной системы Лезама футбольного клуба «Атлетик», когда мальчишке было всего десять лет. Его дебют состоялся в качестве резервного игрока команды третьего дивизиона, потом его отправили в аренду в команду того же уровня — «Конкенсе», а затем — в «Гранаду». Андалусийцы использовали Фернандеса преимущественно на позиции вратаря, особенно когда клуб вернулся во второй дивизион после более чем двадцатилетнего отсутствия.
В первую команду «Атлетика» Рауль попал в сезоне 2010/11, после выхода известного ветерана Армандо на пенсию. 23 апреля 2011 года состоялся дебют Фернандеса в Ла Лиге, где он выступил замечательно — его команда выиграла в домашнем матче у «Реала Сосьедад» со счетом 2:1.
22 января 2015 стало известно что Рауль новый игрок «Вальядолида».

## Ссылка
- Профиль на сайте Реал Вальядолида Архивная копия от 28 января 2015 на Wayback Machine
- Профиль на сайте BDFutbol.com (англ.)
- Профиль на сайте Soccerway (англ.)
- Профиль игрока (англ.) на сайте Transfermarkt